# Kajmanský příkop
Kajmanský příkop (anglicky Cayman Trough nebo Cayman Trench) je podmořská sníženina dna Karibského moře. Nazýván bývá také Bartlettův příkop, podle amerického námořního důstojníka a oceánografa J. R. Bartletta.

## Situace
Probíhá velmi přibližně okolo 18. severní rovnoběžky, jižně od Kajmanských ostrovů a Kuby a severně od Jamajky. Táhne se od Honduraského zálivu až po úžinu Windward Passage mezi ostrovy Kuba a Hispaniola v délce přibližně 350 km. Jeho maximální šířka je 20 km a největší naměřená hloubka 7690 m, což je nejnižší bod v Karibském moři.

## Vznik
Je to nejhlubší příkop na mořském dnu, který je vulkanicky aktivní. Jedná se o zónu, ve které se stýkají dvě tektonické desky. Ze severu je to Severoamerická deska a z jihu Karibská deska, které na sebe nenarážejí, ale pohybují se podél sebe a zároveň se od sebe vzdalují rychlostí asi 12 mm za rok.

## Následky
Oceánská kůra je v místě rozestupu desek zeslabená a z hlubin na ní tlačí rozžhavené magma. Proces rozestupu desek pokračuje jako zlom Montagua (Motagua Fault) dále směrem na západ přes Guatemalu až do Tichého oceánu; byl příčinou několika zemětřesení v Guatemale (např. roku 1976). Směrem na východ pokračuje rozestup desek i pod ostrovem Hispaniola, kde se projevil zemětřesením v Haiti v roce 2010. Poslední zemětřesení se odehrálo 28. ledna 2020, mělo sílu 7,7 Mw a epicentrum se nacházelo přímo pod Kajmanským příkopem.

## Výzkum
Roku 2010 provedli britští vědci z National Oceanography Centre v Southamptonu za pomoci robotické ponorky průzkum tohoto podmořského kaňonu. Zjistili, že uprostřed příkopu je podélný hřeben se sloupovitými hydrotermálními průduchy, tzv. černými kuřáky a z nich pod hladinou vyvěrá silně mineralizovaná a plynem nasycená přehřátá voda. Objevili dosud nejhlouběji uložený průduch, také zvaný komín, který vyvěrá v hloubce 4960 m. Teplota jeho vystupující vody byla odhadnuta na více než 450 °C a to je nejteplejší známý výron vody.
Zatímco v Tichém oceánu žijí u podobných černých kuřáků červi a měkkýši, v Kajmanském příkopu objevili neznámý druh pravděpodobně nevidomé krevety s detekčními orgány na zadní straně těla.